# 小行星9203
小行星9203（英語：9203 Myrtus）是一颗围绕太阳公转的小行星。1993年10月9日，艾瑞克·怀特·埃尔斯特在拉西拉天文台发现了此天体。
这颗小行星的绝对星等为163.9369404438855等。